# Danh sách nhân vật trong Tokyo Revengers
Tokyo Revengers là một series shōnen manga của tác giả Wakui Ken, xoay quanh cậu thanh niên thất nghiệp Hanagaki Takemichi đã từng hẹn hò với một cô gái hồi sơ trung, nhưng cô ấy đã bị sát hại. Sau một vụ tai nạn, Takemichi đã phát hiện ra rằng mình đã quay trở về hồi sơ trung. Để cứu được bạn gái của mình, hành trình thay đổi tương lai của Takemichi bắt đầu.
Trong thế giới của Tokyo Revengers, Wakui Ken đã tạo nên một lượng lớn nhân vật và băng đảng khác nhau. Bài này tập hợp những đặc điểm của nhân vật và cốt truyện liên quan đến các nhân vật được liệt kê ở đây.

## Nhân vật chính
Hanagaki Takemichi (花垣 武道 (Hoa-Viên Võ-Đạo))
Lồng tiếng bởi: Shin Yūki
Live Action - Đóng bởi: Kitamura Takumi
Mọi người hay gọi là Takemicchi (タケミっち). Là nhân vật chính của Tokyo Revengers. Trong một lần cậu bị người khác đẩy xuống đường ray xe lửa, linh hồn cậu lặp tức quay về quá khứ 12 năm trước và bắt đầu làm lại cuộc đời. Hết lần này đến lần khác, Takemichi vẫn không hề bỏ cuộc vì người con gái mình yêu là Hina. Trong một lần Takemichi bị Mikey đâm chết, linh hồn cậu lại quay về quá khứ xa hơn và gặp lại Mikey. Cả 2 cùng nhau bắt đầu cuộc hành trình mới. Takemichi là Đại diện Tổng trưởng của Tōman. Hiện tại, cậu và Hina đang thành hôn, một tương lai tươi sáng.
Tachibana Hinata (橘 日向 (Quất Nhật-Hướng))
Lồng tiếng bởi: Waki Azumi
Live Action - Đóng bởi: Imada Mio
Cô thường được gọi là Hina (ヒナ), đồng thời cô là người bạn gái từ thời cấp 2 của Takemichi. Một trong những lần nhảy về quá khứ, Takemichi đã tặng cho Hinata một chiếc dây chuyền có mặt dây hình cỏ bốn lá, dù chỉ là món đồ rẻ tiền nhưng cô luôn trân trọng nó cho đến khi bị hại chết. Hinata không bận tâm anh là đầu gấu và cũng không đánh giá anh qua vẻ bề ngoài. Cô bắt đầu yêu Takemichi khi được anh cứu khỏi lũ bắt nạt trên đường trở về từ lớp học thêm khi còn học tiểu học, cô tỏ tình với anh khi lên cấp 2. Ngay cả Mikey cũng đánh giá cô là người con gái tuyệt vời.
Tachibana Naoto (橘 直人 (Quất Trực-Nhân))
Lồng tiếng bởi: Ōsaka Ryōta
Live Action - Đóng bởi: Sugino Yosuke
Là em trai ruột của Tachibana Hinata. Khi còn nhỏ, Naoto có vẻ không thích chị gái của mình lắm. Naoto lần đầu tiên gặp Takemichi cũng là khi được cậu cứu khỏi lũ côn đồ, Takemichi nói với cậu về cái chết của cậu và chị gái ở 12 năm sau và bảo cậu hãy cố gắng để bảo vệ chị gái. Sau sự kiện đó, Naoto trở thành một nhân tố quan trọng trong dòng thời gian của Takemichi. Takemichi có thể trở về tuơng lai hoặc quay lại quá khứ 12 năm bằng cách bắt tay với Naoto. Cũng từ lần đó Naoto lao vào học như điên rồi trở thành một cảnh sát để cứu chị nhưng không thành công. Sau khi cứu Takemichi khỏi bị tàu đâm ở đợt về tương lai lần thứ nhất, Naoto trong vai trò thanh tra cảnh sát giúp làm đầu mối cung cấp thông tin cần thiết để Takemichi thay đổi tương lai từ quá khứ. Một dòng thời gian khác xuất hiện, vì không có sự tác động của Takemichi nên lớn lên, Naoto đã trở thành một nhà tạp chí huyền bí.

## Tokyo Manji
Manji Kai (東京卍會 (Đông-Kinh-Vạn-Tự Hội)), hay gọi tắt là Tōman (東卍 (Đông Vạn)), là một băng nhóm do Mikey, Draken cùng 4 thành viên khác đầu tiên lập nên, Mikey đảm nhận làm Tổng Trưởng. Cái tên Manji lấy từ tên thật của Mikey là Manjirō và được viết bằng Chữ Vạn (卍 (Vạn Tự) Manji). Do đồng âm trong tiếng Nhật, đọc là Manji (Vạn Tự) hay gọi ngắn là Man (Vạn) đều được.
Sano Manjirō (佐野 万次郎 (Tá-Dã Vạn-Thứ-Lang))
Lồng tiếng bởi: Hayashi Yū
Live Action - Đóng bởi: Yoshizawa Ryō
Cậu có biệt danh là Mikey (マイキー Maikī), cũng chính là một trong 6 thành viên sáng lập ra Tōman với chức vụ là Tổng trưởng ở dòng thời gian ban đầu. Từ nhỏ cậu được được công nhận là thiên tài võ thuật và cậu cực kì ghét kẻ yếu. Trong quá khứ, cậu cũng là người đã rạch miệng của Sanzu. Ở dòng thời gian gốc, Mikey được biết là sống trong trạng thái thực vật và chết vài năm sau đó. Hiện tại Mikey đang là một tay đua xe chuyên nghiệp.
Ryūgūji Ken (龍宮寺 堅 (Long-Cung-Tự Kiên))
Lồng tiếng bởi: Suzuki Tatsuhisa (S1), Fukunishi Masaya (S2)
Live Action - Đóng bởi: Yamada Yūki
Cậu có biệt danh là Draken (ドラケン Doraken), Mikey hay gọi là Ken-chin (ケンチン), cũng chính là một trong 6 thành viên sáng lập ra Tōman dòng thời gian ban đầu. Draken có hình xăm con rồng ở bên thái dương, đó là hình mà cậu đã nhìn thấy và đổi lấy bức tranh vẽ trên tường của Mitsuya Takashi bằng cơm sườn khi thấy cậu bỏ nhà. Draken đã ra đi khi bảo vệ Takemichi khi có gián điệp của Lục Ba La Đơn Đại. Sau đó trận chiến Tam Thiên xảy ra. Do sự cố ở Kanto Manji Arc nên dòng thời gian bị thay đổi thêm một lần nữa. Hiện tại Draken thuộc bộ phận kỹ thuật xe cho Mikey.

### Tham mưu
Kisaki Tetta (稀咲 鉄太 (Hi-Tiếu Thiết-Thái)) là phó chủ tịch của "TK & KO Group".
{{Nihongo|Hanma Shūji|半間 修二||hanviet=Bán-Gian Tu-Nhị|kyu=|hg=|kk=|

### Nhất Phiên Đội
Baji Keisuke (場地 圭介 (Trường-Địa Khuê-Giới))
Lồng tiếng bởi: Mizunaka Masaaki
Anh là bạn thân với Mikey và là đội trưởng Nhất Phiên Đội trước khi giao phó lại cho Takemichi. Anh đã mất trong trận Halloween đẫm máu. Nhưng đã được hồi sinh nhờ du hành thời gian của Takemichi. Hiện tại anh là nhân viên của cửa hàng thú cưng "XJ Land" do Chifuyu làm chủ.
Matsuno Chifuyu (松野 千冬 (Tùng-Dã Thiên-Đông))
Lồng tiếng bởi: Karino Shō
Cậu là đội phó Nhất Phiên Đội, cũng là cộng sự của Takemichi. Cậu và Takemichi đã sát cánh cùng nhau vượt qua mọi chuyện của Kisaki, Izana,... Hiện tại cậu là chủ của cửa hàng thú cưng "XJ Land".
Inui Seishū (乾 青宗 (Càn Thanh-Tông)) hay Inupee (イヌピー Inupī) là trưởng Đội Đặc Công của Hắc Long đời thứ 10 và là phó tổng trưởng của Hắc Long đời thứ 11. Hiện tại là Đội trưởng Nhất phiên đội của Tōman đời thứ 2. Sinh ngày 18 tháng 10 năm 1989, 16 tuổi, cao 177cm, nặng 64kg, nhóm máu B, cung hoàng đạo Thiên Bình, chiếc xe yêu thích là RZ350 (750 Killer). 

### Nhị Phiên Đội
Mitsuya Takashi (三ツ谷 隆 (Tam-Cốc Long))
Lồng tiếng bởi: Matsuoka Yoshitsugu
Live Action - Đóng bởi: Maeda Gordon
Mitsuya Takashi là đội trưởng Nhị Phiên Đội, cũng là Song Long với Draken. Hiện tại anh là một nhà thiết kế thời trang trẻ tuổi nổi tiếng với đầy danh vọng.
Shiba Hakkai (柴 八戒 (Sài Bát-Giới)) là đội phó Nhị Phiên Đội, là em trai của Yuzuha và Taijū. Dòng thời gian trước, Hakkai bị bạo lực gia đình đến nổi quyết định giết chết anh trai của mình, nhưng điều đó đã được ngăn chặn bởi Takemichi. Hiện tại cậu là một người mẫu nổi tiếng ở nước ngoài.

### Tam Phiên Đội
Hayashida Haruki (林田 春樹 (Lâm-Điền Xuân-Thụ))
Lồng tiếng bởi: Kimura Subaru
Live Action - Đóng bởi: Horike Kazuki
Biệt danh là Pah-chin (パーちん Pā-chin), từng là đội trưởng của Tam Phiên Đội và hiện tại là Đội trưởng Tam Phiên Đội của Tōman đời thứ 2. Dòng thời gian hiện tại, Pah-chin cùng với Peh-yan đang làm bất động sản.
Hayashi Ryōhei (林 良平 (Lâm Lương-Bình))
Lồng tiếng bởi: Nozuyama Yukihiro
Biệt danh là Peh-yan (ぺーやん Pē-yan), là đội phó của Tam Phiên Đội hai đời Tōman, từng là đại diện đội trưởng Tam Phiên Đội khi Pachin vào trại giáo dưỡng. Dòng thời gian hiện tại, cậu cùng với Pah-chin đang làm bất động sản.
Khác
Hamada Tadaomi (濱田 忠臣 (Tân-Điền Trung-Thần)) là Đội phó Tam Phiên Đội khi Kisaki Tetta là đội trưởng Tam Phiên Đội.
Kiyomizu Masataka (清水 将貴 (Thanh-Thủy Tướng-Quý))
Lồng tiếng bởi: Hino Satoshi
Live Action - Đóng bởi: Suzuki Nobuyuki
Thành viên của Tam Phiên Đội. Biệt danh là Kiyomasa (キヨマサ). Chiều cao là 182cm.

### Tứ Phiên Đội
Hanemiya Kazutora (羽宮 一虎 (Vũ-Cung Nhất-Hổ)) là đội trưởng Tứ Phiên đội của Tōman. Hiện tại, anh cùng với Baji làm nhân viên tại cửa hàng thú cưng "XJ Land".

### Ngũ Phiên Đội
Sanzu Haruchiyo (三途 春千夜 (Tam-Đồ Xuân-Thiên-Dạ)) là  Đội phó Ngũ Phiên Đội của Tōman.
Kawata Nahoya (河田 ナホヤ (Hà-Điền Lại-Bảo-Dã))
Lồng tiếng bởi: Kawanishi Kengo
Cậu là anh trai sinh đôi của Angry, biệt danh là Smiley (スマイリー Sumairī), là đội trưởng Lục Phiên Đội ở dòng thời gian hiện tại. Trước đó là đội trưởng Tứ Phiên Đội của cả hai đời Tōman ở dòng thời gian trước. Hiện tại cậu cùng với Angry đang mở tiệm mì Ramen.
Kawata Sōya (河田 ソウヤ (Hà-Điền Táp-Dã)) là em trai sinh đôi của Smiley với biệt danh là Angry (アングリー Angurī), là đội phó Lục Phiên Đội ở dòng thời gian hiện tại, trước đó là đội phó Tứ Phiên Đội cả hai đời Tōman ở dòng thời gian trước. Hiện tại cậu cùng với Smiley đang mở tiệm mì Ramen

## Đồng minh
Hanemiya Kazutora (羽宮 一虎 (Vũ-Cung Nhất-Hổ))
Lồng tiếng bởi: Toki Shunichi

### Bộ Ngũ của Trường Sơ trung Mizo
Sendō Atsushi (千堂 敦 (Thiên-Đường Đôn))
Lồng tiếng bởi: Terashima Takuma
Live Action - Đóng bởi: Isomura Hayato
Biệt danh là Akkun (アッくん), là Thủ lĩnh của "Bộ Ngũ Sơ trung Mizo", một nhóm bất lương thời trung học của Takemichi. Là thành viên Nhất phiên đội của Tōman đời thứ hai ở dòng thời gian trước. Mới nhất đây, cậu đã trở thành một thợ cắt tóc.
Yamamoto Takuya (山本 タクヤ (Sơn-Bản Takuya))
Lồng tiếng bởi: Hirose Yūya
Là thành viên Nhất phiên đội của Tōman đời thứ hai ở dòng thời gian trước. Bây giờ cậu là một dược sĩ.
Suzuki Makoto (鈴木 マコト (Linh-Mộc-Chân))
Lồng tiếng bởi: Takeuchi Shunsuke
Là thành viên Nhất phiên đội của Tōman đời thứ hai ở dòng thời gian trước. Hiện tại, cậu được thừa kế ngôi chùa của gia đình.
Yamagishi Kazushi (山岸 一司 (Sơn-Lệnh Nhất-Tư))
Lồng tiếng bởi: Hayama Shouta
Biệt danh là Từ điển bất lương. Là thành viên Nhất phiên đội của Tōman đời thứ hai ở dòng thời gian trước. Bây giờ, cậu là một nhân viên nhà nước.

## Black Dragon
Black Dragon (黒龍 (Hắc Long) Burakku Doragon, ) là băng nhóm Sano Shin'ichirō - anh ruột Mikey; lập nên vào ngày 22 tháng 2 năm  1998. Nhưng sau đó đã giải tán. Tuy nhiên từ đời thứ 8 là Kurokawa Izana, nó đã trở thành băng nhóm cực ác khét tiếng.

### Danh sách các đời của Black Dragon

#### Đời 1
Sano Shin'ichirō (佐野 真一郎 (Tá-Dã Chân-Nhất-Lang))
Là người tạo lập Black Dragon và là anh ruột của Mikey, Emma. Là tổng trưởng của Black Dragon đời đầu. Băng nhóm này được tạo lập là vì Mikey. Anh đã mất vì sự cố của Baji và Kazutora. Anh cũng được biết là người du hành thời gian với mục đích là giải cứu Mikey, sau đó truyền năng lực đó cho Takemichi. Nhưng dòng thời gian bị thay đổi lần nữa. Hiện tại anh là chủ cửa tiệm "S.S Motors".

#### Đời 8
Kurokawa Izana (黒川 イザナ (Hắc-Xuyên Y Tá Na))
Tham khảo mục Tenjiku.

#### Đời 9
Madarame Shion (班目 獅音 (Đốm-Mục Sư-Âm))
Tham khảo mục Tenjiku.

#### Đời 10
Shiba Taiju (柴 大寿 (Sài Đại-Thọ)) là Tổng trưởng đời thứ 10 của Black Dragon và là người tiền nhiệm của Takemichi, cũng là anh trai của Yuzuha và Hakkai.
Inui Seishū (乾 青宗 (Càn Thanh-Tông)) là Đội Trưởng Đội Đặc Công của Black Dragon đời thứ 10, và là phó tổng trưởng của Black Dragon đời thứ 11.
Kokonoi Hajime (九井 一 (Cửu Tỉnh Nhất)) là Đội Trưởng Đội Hộ Vệ của Black Dragon đời thứ 10. Tham khảo mục Tenjiku.

## Phản diện
Kisaki Tetta (稀咲 鉄太 (Hi-Tiếu Thiết-Thái))
Lồng tiếng bởi: Morikubo Shotaro
Live Action - Đóng bởi: Mamiya Shotaro
Từng là thành viên cốt cán của Moebius, từng là đội trưởng Tam Phiên Đội của Tōman, và là tổng tham mưu của Tenjiku. Cậu được biết là người có cái đầu thông minh nhất trong Tokyo Revengers. Lúc nhỏ, Kisaki đã yêu thầm Hina, cho đến khi Takemichi xuất hiện. Vì Hina từ chối lời cầu hôn của mình, không để người con gái ấy lọt vào tay kẻ khác, Kisaki lên kế hoạch tìm cách giết chết Hina. Sau cuộc chiến giữa băng Tenjiku và Tōman, khi Kisaki bỏ chạy khỏi Takemichi thì đột nhiên bị xe tải tông chết. 
Hanma Shūji (半間 修二 (Bán-Gian Tu-Nhị))
Lồng tiếng bởi: Eguchi Takuya
Live Action - Đóng bởi: Shimizu Hiroya
Từng là đại diện tổng trưởng của Moebius, từng là phó tổng trưởng đời đầu của Valhalla, là thành viên cốt cán của Tenjiku. Anh xem Kisaki là thằng hề của đời mình. Hiện tại, Hanma đang làm thành viên đội du kích băng Kantō Manji (tiền thân của Bonten) dưới trướng Mikey.

## Moebius
Moebius (愛美愛主 (Ái Mỹ Ái Chủ) Mebiusu, ) là băng do Osanai Nobutaka làm Tổng Trưởng đời 8.
Osanai Nobutaka (長内 信高 (Trường-Nội Tín-Cao))
Lồng tiếng bởi: Takeuchi Eiji
Live Action - Đóng bởi: Minato Yoshiki
Là Tổng trưởng đời thứ 8 của Moebius.

## Valhalla
Valhalla (芭流覇羅 (Ba Lưu Bá La) Baruhara, ) hay Thiên sứ không đầu là băng nhóm giao chiến với Tōman trong Huyết chiến Halloween. Không rõ tổng trưởng, Phó tổng trưởng lúc đó là Hanma Shūji, cốt cán số 3 là Hanemiya Kazutora.
Hanemiya Kazutora (羽宮 一虎 (Vũ-Cung Nhất-Hổ))
Dòng thời gian trước, anh là một trong những người sáng lập ra Tōman và đứng thứ 3 trong Valhalla. Gia đình anh không hòa hợp, thiếu thốn tình cảm từ nhỏ nên đã ảnh hưởng đến tâm lí và bạo lực học đường khi còn nhỏ. Trong quá khứ, anh cũng là người đã lỡ tay giết anh của Mikey. Hiện anh vẫn đang trong thời gian cải tạo. Dòng thời gian bị thay đổi một lần nữa nên đã trở thành đội trưởng Tứ Phiên Đội của Tōman. Hiện tại, anh cùng với Baji là nhân viên của cửa hàng thú cưng "XJ Land" do Chifuyu làm chủ.

#### Thành viên cốt cán
Chome (チョメ Chome) là thành viên cốt cán của Valhalla và quen biết Kazutora trong trại cải tạo.
Chonbo (チョンボ Chonbo) là thành viên cốt cán của Valhalla và quen biết Kazutora trong trại cải tạo.
Chōji (丁次 (Đinh-Thứ)) là thành viên cốt cán của Valhalla. Trước đây hắn hành động cùng với Kisaki.

## Tenjiku
Tenjiku (天竺 (Thiên Trúc)) là băng nhóm hoạt động ở Yokohama do Kurokawa Izana làm Tổng Trưởng.
Kurokawa Izana (黒川 イザナ (Hắc-Xuyên Y Tá Na)) là tổng trưởng của Tenjiku. Anh từng là Tổng trưởng đời thứ 8 của Black Dragon, là em trai không cùng huyết thống với Shinichirō, là anh trai không cùng huyết thống với Mikey và Emma. Anh đã chết vì bị bắn 3 phát vào người. Nhưng lần du hành thời gian lần nữa nên anh đã được hồi sinh và sau này trở thành giám đốc của một tổ chức phi chính phủ "Tenjiku" cùng với Kakuchō và Mutō..

#### Thành viên cốt cán
Kakuchō (鶴蝶 (Hạc-Điệp)) là bạn thuở nhỏ của Izana và Takemichi, từng đứng đầu Tứ Thiên Vương của Tenjiku. Thuộc trong "Thế hệ S62". Anh cũng là No.3 của Bonten ở dòng thời gian bị thay thế. Anh đã chết vì bị Sanzu chém. Nhưng nhờ lần du hành của Takemichi nên anh đã được hồi sinh. Sau này, anh làm việc cùng với Muto và Izana.
Mochizuki Kanji (望月 莞爾 (Vọng-Nguyệt Hoàn-Nhĩ)) từng là Tổng trưởng của băng Jugemu (呪華武 (Chú Hoa Vũ)). Biệt danh là 
Mocchi (モッチー). Anh cũng là một trong Tứ Thiên Vương của Tenjiku và nằm trong "Thế hệ S62". Hiện đang là thành viên cốt cán của Bonten ở dòng thời gian bị thay thế.
Haitani Ran (灰谷 蘭 (Khôi-Cốc Lan)) là anh trai của Rindō, từng là Tứ Thiên Vương của Tenjiku nằm trong "Thế hệ S62". Trước đó, anh cùng với Rindō từng cai trị ở vùng Roppongi. Hiện đang là thành viên cốt cán của Bonten ở dòng thời gian bị thay thế.
Haitani Rindōu (灰谷 竜胆 (Khôi-Cốc Long-Đảm)) là em trai của Ran, từng là thành viên cốt cán của Tenjiku nằm trong "Thế hệ S62". Trước đó cậu và Ran từng cai trị ở vùng Roppongi. Hiện đang là thành viên cốt cán của Bonten.
Madarame Shion (班目 獅音 (Đốm-Mục Sư-Âm)) từng là Tổng trưởng đời thứ 9 của Black Dragon và một trong Tứ Thiên Vương của Tenjiku thuộc "Thế hệ S62".
Mutō Yasuhiro (武藤 泰宏 (Vũ-Đằng Thái-Hoành)) từng là Đội trưởng Ngũ Phiên Đội của Tōman và là thành viên cốt cán của Tenjiku sau này là quyền tổng trưởng. Biệt danh là Mucho (ムーチョ). Anh đã chết vì bị Sanzu chém. Nhưng đã được hồi sinh nhờ Takemichi du hành thời gian. Về sau, anh làm việc cùng với Kakuchō và Izana
Kokonoi Hajime (九井 一 (Cửu-Tỉnh Nhất)) là người bạn của Inupee, từng là Đội Trưởng Đội Hộ Vệ của Black Dragon đời thứ 10, từng là thành viên cốt cán của Tenjiku. Biệt danh là Koko (ココ). Hồi đó, cậu rất thích người chị của Inupee, là Akane. Nhưng cô đã bị bỏng nặng do hỏa hoạn và không có tiền chữa trị, không lâu thì qua đời. Từ đó Koko nghĩ cách làm sao để kiếm được rất rất nhiều tiền. Hiện đang là thành viên cốt cán của Bonten ở dòng thời gian bị thay thế.

## Bonten
Bonten (梵天 (Phạm Thiên)) là băng nhóm của Mikey ở thời điểm hiện tại mới nhất của Takemichi.
Sano Manjirō (佐野 万次郎 (Tá-Dã Vạn-Thứ-Lang))
Hiện đang là thủ lĩnh của Bonten.
Tham khảo mục Tōman.
Sanzu Haruchiyo (三途 春千夜 (Tam-Đồ-Xuân-Thiên-Dạ)) được xem là No.2 của Bonten. Từng là đội phó Ngũ Phiên Đội của Tōman và từng là thành viên cốt cán của Tenjiku. Anh có tên thật là Akashi Haruchiyo (明司 春千夜 (Minh-Ti Xuân-Thiên-Dạ)), là em trai của Takeomi đồng thời cũng là anh trai của Senju. Trên mặt có 2 vết sẹo trên miệng, đó là do Mikey gây ra khi còn nhỏ. Vì Takeomi nên Sanzu đã bỏ nhà đi. Anh cũng là Phó tổng trưởng của Kantō Manji ở sự kiện Tam Thiên.
Kakuchō (鶴蝶 (Hạc-Điệp)) được xem là No.3 của Bonten.

#### Thành viên cốt cán
Mochizuki Kanji (望月 莞爾 (Vọng-Nguyệt Hoàn-Nhĩ))
Haitani Ran (灰谷 蘭 (Khôi-Cốc Lan)) là anh trai của Rindou. Từng nằm trong Tứ Đại Thiên Vuơng của Tenjiku
Haitani Rindō (灰谷 竜胆 (Khôi-Cốc Long-Đảm))
Kokonoi Hajime (九井 一 (Cửu-Tỉnh Nhất)).
Akashi Takeomi (明司 武臣 (Minh-Ti Vũ-Thần)) là thành viên cốt cán của Bonten, từng là Phó tổng trưởng của Black Dragon đời đầu. Anh cũng là anh trai của Sanzu và Senju, đồng thời cũng là bạn thân của Shinichirō - anh trai của Mikey. 

## Rokuhara Tandai
Rokuhara Tandai (六波羅単代 (Lục Ba La Đơn Đại)) là băng nhóm ở thời điểm sau khi Takemichi trở về quá khứ để cứu Mikey, đại điện là Terano South.
Terano South (寺野 南 (Tự-Dã Nam) Terano Sausu), mệnh danh là South "Vô Song" ("無双"の南 "Musō" no Sausu), là Đại diện của Rokuhara Tandai, cũng từng là thủ lĩnh băng Dino South. Xuất hiện lần đầu vào chương 207. Trên cổ cậu có một hình xăm bộ lạc Brasil. Khi 12 tuổi, South đã có khả năng giết Dino - người cố vấn và người giám hộ anh trong suốt thời thơ ấu. Trong trận chiến Tam Thiên, cậu đã bị Mikey đánh đến chết. Sau khi dòng thời gian bị biến đổi, cậu hồi sinh và trở thành võ sĩ hạng nặng
Kakuchō (鶴蝶 (Hạc-Điệp)) là No.1 của Rokuhara Tandai.
Haitani Ran (灰谷 蘭 (Khôi-Cốc Lan)) là No.2 của Rokuhara Tandai.
Haitani Rindō (灰谷 竜胆 (Khôi-Cốc Long-Đảm)) là No.3 của Rokuhara Tandai.
Mochizuki Kanji (望月 莞爾 (Vọng-Nguyệt Hoàn-Nhĩ)) là No.4 của Rokuhara Tandai.
Madarame Shion (班目 獅音 (Đốm-Mục Sư-Âm)) là No.5 của Rokuhara Tandai.

## Brahman
Brahman (梵 (Phạm) Burafuman) là một băng nhóm tại thời điểm mới nhất Takemichi quay lại quá khứ để cứu Mikey. Sau trận chiến Tam Thiên, Brahman thua trận và giải tán.
Kawaragi Senju (瓦城 千咒 (Ngõa-Thành Thiên-Chú)), mệnh danh là Senju "Vô Tỷ" ("無比"の千咒 "Muhi" no Senju), là Tổng trưởng của Brahman. Tên thật của cô là Akashi Senju (明司 千壽 (Minh-Ti Thiên-Thọ)), là em gái của Takeomi và Sanzu. Trong quá khứ, cô đã nói dối và khiến cho bản năng hắc ám của Mikey trỗi dậy vô tình đã rạch miệng của Sanzu, từ đó mọi thứ dần thay đổi. Hiện tại cô là Đội trưởng Ngũ phiên đội của Tōman đời thứ hai ở trận chiến Kantō Manji. Ở dòng thời gian mới nhất, cô là đội phó Ngũ Phiên Đội của Tōman. Hiện tại cô cùng với Sanzu là một YouTuber nổi tiếng
Akashi Takeomi (明司 武臣 (Minh-Ti Vũ-Thần)) được xem là No.2 của Brahman. Tham khảo mục Bonten.
Arashi Keizō (荒師 慶三 (Hoang-Sư Khánh-Tam)), biệt danh là Benkei (ベンケイ), là Ban lãnh đạo của Brahman, là Cựu Đội trưởng Đội Cận Vệ của Black Dragon đời đầu. Anh và Waka cũng được mệnh danh là "Bộ đôi huyền thoại". Trước đó, anh được gọi là Xích Bích (赤壁 Reddo Kurifu), là Tổng trưởng của Ragnarok (螺愚那六 (Loa Ngu Na Lục)) cai trị ở phía Tây vùng Kantō. Nhưng vùng Kantō đã hợp nhất nhờ Shin'ichirō - anh trai Mikey. Sau khi trận chiến Tam Thiên kết thúc và Brahman được giải tán, không biết lý do gì mà anh lại gia nhập vào Kantō Manji. Ở dòng thời gian mới nhất, anh cùng với Waka điều hành Gojou Gym
Imaushi Wakasa (今牛 若狭 (Kim-Ngưu Nhược-Hiệp)), biệt danh là Waka (ワカ), là Ban lãnh đạo của Brahman, là cựu Đội trưởng Đội Đặc Công của Black Dragon đời đầu. Anh và Benkei cũng được mệnh danh là "Bộ đôi huyền thoại". Trước đó, anh được gọi là Bạch Báo (白豹  Shirohyō), là Tổng đại tướng của Kōdō Rengō (煌道連合 (Hoàng Đạo Liên Hợp)) cai trị ở phía Đông vùng Kantō. Nhưng vùng Kantō đã hợp nhất nhờ Shin'ichirō - anh trai Mikey. Sau khi trận chiến Tam Thiên kết thúc và Brahman được giải tán, không biết lý do gì mà anh lại gia nhập vào Kantō Manji. Ở dòng thời gian mới nhất, anh cùng với Benkei điều hành Gojou Gym

## Các nhân vật khác
Sano Emma (佐野 エマ (Tá-Dã Ngãi-Mã) Sano Ema) là em gái cùng cha khác mẹ với Mikey và là em gái của Izana nhưng trên thực tế cô không có mối quan hệ huyết thống với Izana. Từ nhỏ Emma đã sống xa Izana và được gia đình Sano nhận nuôi. Trước khi qua đời, Emma thừa nhận là cô thích Draken. Cô đã được hồi sinh nhờ lần du hành của Takemichi. Hiện cô là nội trợ.
Shiba Yuzuha (柴 柚葉 (Sài Dữu-Diệp) Shiba Yuzuha) là em gái của Taiju và là chị gái của Hakkai. Kể từ khi mẹ qua đời, Yuzuha đã bị anh trai bạo hành trong một thời gian dài để bảo vệ cho Hakkai. Người mà cô ngưỡng mộ nhất là mẹ của mình. Ước mơ của cô chính là Hakkai biết tự lập. Cô còn là trưởng Câu lạc bộ Bắn cung tại trường học và cũng có cả một Fan Club cho mình (lúc đầu cô nghĩ nó là dành cho Hakkai).
Sano Mansaku (佐野 万作 (Tá-Dã Vạn-Tác)) là ông của Shin'ichirō, Mikey và Emma, một võ sư mở Đạo trường võ thuật và tự mình ông nuôi lớn, dạy võ cho cả ba anh em nhà Sano.
Sano Makoto (佐野 真 (Tá-Dã Chân)) là con trai của Mansaku, là cha của Shin'ichirō, Mikey. Ông đã chết trong một vụ tai nạn.
Sano Sakurako (佐野 桜子 (Tá-Dã Anh-Tử)) là vợ của Makoto và là mẹ của Shin'ichirō và Mikey. Bà đã qua đời vì bệnh tật.
Kurokawa Karen (黒川 カレン (Hắc-Xuyên Hạ-Liên)) được cho là mẹ của Izana và Emma nhưng thực tế chỉ có quan hệ huyết thống với Emma. Trong quá khứ bà đã bỏ rơi hai đứa trẻ và chạy theo gã đàn ông khác.
Inui Akane (乾 赤音 (Càn Xích-Âm)) là chị gái của Inupee, cũng là người mà Koko thích. Cô đã qua đời vì bị bỏng nặng và không được phẫu thuật vì gia đình Akane không có đủ tiền. Điều này cũng gây ám ảnh cho Koko phải kiếm thật nhiều tiền.
Mitsuya Luna (三ツ谷 ルナ (Tam-Cốc Lộ-Na)) là em gái của Mitsuya và là chị gái của Mana.
Mitsuya Mana (三ツ谷 マナ (Tam-Cốc Mã-Na)) là em gái của Mitsuya và Luna.